# 泰伊尼省
9°36′N 3°40′W / 9.600°N 3.667°W

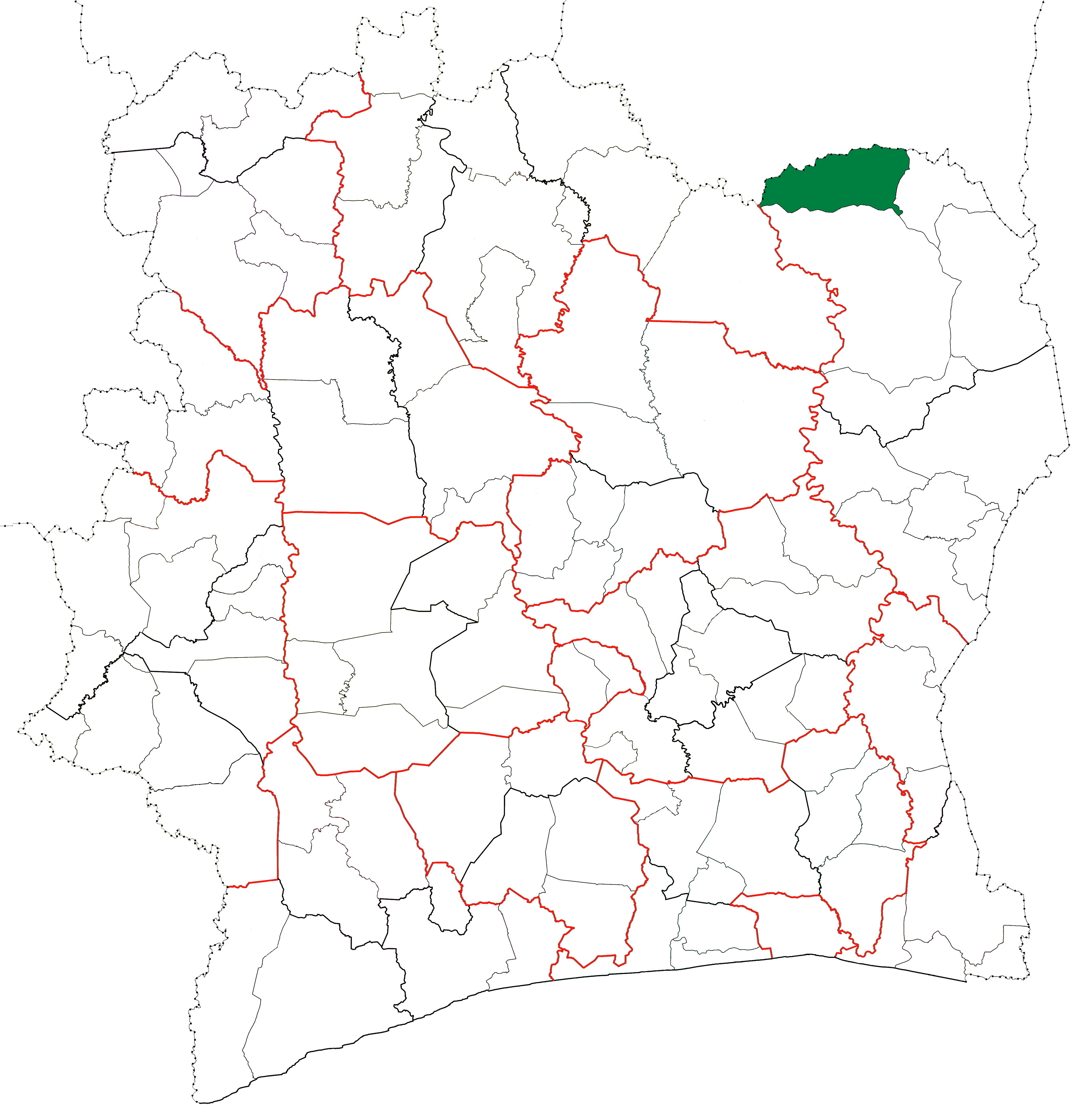

泰伊尼省（Téhini Department），是科特迪瓦的省份，位於該國東北部贊贊區，由本卡尼大區負責管轄，東面是多羅波省，北面是布吉納法索，成立於2011年，2014年人口41,350。